# Halle Open 1999 - Qualificazioni singolare
Le qualificazioni del singolare  dell'Halle Open 1999 sono state un torneo di tennis preliminare per accedere alla fase finale della manifestazione. I vincitori dell'ultimo turno sono entrati di diritto nel tabellone principale. In caso di ritiro di uno o più giocatori aventi diritto a questi sono subentrati i lucky loser, ossia i giocatori che hanno perso nell'ultimo turno ma che avevano una classifica più alta rispetto agli altri partecipanti che avevano comunque perso nel turno finale.
Le qualificazioni del torneo Halle Open 1999 prevedevano 32 partecipanti di cui 4 sono entrati nel tabellone principale.

## Teste di serie
1. Andrei Pavel (secondo turno)
2. Tuomas Ketola (primo turno)
3. Jared Palmer (secondo turno)
4. Gabriel Trifu (secondo turno)

1. Karsten Braasch (secondo turno)
2. Raemon Sluiter (ultimo turno)
3. Grant Doyle (secondo turno)
4. Richey Reneberg (Qualificato)

## Qualificati
1. Jonathan Stark
2. Richey Reneberg

1. Oscar Burrieza-Lopez
2. Kevin Ullyett

## Tabellone

### Legenda
| - Q = Qualificato - WC = Wild card - LL = Lucky loser | - ALT = Alternate - SE = Special Exempt - PR = Protected Ranking | - w/o = Walkover - r = Ritirato - d = Squalificato |

### Sezione 1
|  | Primo turno             | Primo turno             | Primo turno             | Primo turno | Primo turno |  |  | Secondo turno | Secondo turno  | Secondo turno  | Secondo turno  | Secondo turno |   |   | Ultimo turno  | Ultimo turno  | Ultimo turno | Ultimo turno | Ultimo turno |  |
|  |                         |                         |                         |             |             |  |  |               |                |                |                |               |   |   |               |               |              |              |              |  |
|  | 1                       | Andrei Pavel            | Andrei Pavel            | 6           | 7           |  |  |               |                |                |                |               |   |   |               |               |              |              |              |  |
|  |                         | Jan Boruszewski         | Jan Boruszewski         | 2           | 5           |  |  | 1             | Andrei Pavel   | 6              | 6              | 1             |   |   |               |               |              |              |              |  |
|  | Toby Mitchell           | Toby Mitchell           | 6                       | 6           | 7           |  |  |               | Toby Mitchell  | 3              | 7              | 6             |   |   |               |               |              |              |              |  |
|  | Felix Hardt             | Felix Hardt             | 7                       | 0           | 5           |  |  |               |                |                |                |               |   |   | Toby Mitchell | Toby Mitchell | 2            | 6            | 3            |  |
|  | Jonathan Stark          | Jonathan Stark          | Jonathan Stark          | 6           | 6           |  |  |               |                | Jonathan Stark | Jonathan Stark | 6             | 1 | 6 |               |               |              |              |              |  |
|  | Kirill Ivanov-Smolensky | Kirill Ivanov-Smolensky | Kirill Ivanov-Smolensky | 4           | 3           |  |  |               | Jonathan Stark | Jonathan Stark | 6              | 6             |   |   |               |               |              |              |              |  |
|  | 7                       | Grant Doyle             | Grant Doyle             | 6           | 6           |  |  | 7             | Grant Doyle    | Grant Doyle    | 4              | 2             |   |   |               |               |              |              |              |  |
|  |                         | Matthias Rekate         | Matthias Rekate         | 2           | 0           |  |  |               |                |                |                |               |   |   |               |               |              |              |              |  |

### Sezione 2
|  | Primo turno       | Primo turno       | Primo turno | Primo turno | Primo turno |  |  | Secondo turno     | Secondo turno     | Secondo turno     | Secondo turno   | Secondo turno   |   |   | Ultimo turno | Ultimo turno  | Ultimo turno  | Ultimo turno | Ultimo turno |  |
|  |                   |                   |             |             |             |  |  |                   |                   |                   |                 |                 |   |   |              |               |               |              |              |  |
|  |                   | Nicklas Kulti     | 7           | 2           | 6           |  |  |                   |                   |                   |                 |                 |   |   |              |               |               |              |              |  |
|  | 2                 | Tuomas Ketola     | 5           | 6           | 2           |  |  | Nicklas Kulti     | Nicklas Kulti     | Nicklas Kulti     | 6               | 6               |   |   |              |               |               |              |              |  |
|  | Jens-Peter Wenner | Jens-Peter Wenner | 3           | 6           | 7           |  |  | Jens-Peter Wenner | Jens-Peter Wenner | Jens-Peter Wenner | 1               | 0               |   |   |              |               |               |              |              |  |
|  | Davor Grgic       | Davor Grgic       | 6           | 3           | 6           |  |  |                   |                   |                   |                 |                 |   |   |              | Nicklas Kulti | Nicklas Kulti | 4            | 5            |  |
|  | David Rikl        | David Rikl        | 4           | 6           | 6           |  |  |                   |                   | 8                 | Richey Reneberg | Richey Reneberg | 6 | 7 |              |               |               |              |              |  |
|  | Frank Moser       | Frank Moser       | 6           | 2           | 3           |  |  |                   | David Rikl        | David Rikl        | 1               | 4               |   |   |              |               |               |              |              |  |
|  | 8                 | Richey Reneberg   | 4           | 6           | 6           |  |  | 8                 | Richey Reneberg   | Richey Reneberg   | 6               | 6               |   |   |              |               |               |              |              |  |
|  |                   | Jens Wöhrmann     | 6           | 3           | 4           |  |  |                   |                   |                   |                 |                 |   |   |              |               |               |              |              |  |

### Sezione 3
|  | Primo turno          | Primo turno          | Primo turno          | Primo turno | Primo turno |  |  | Secondo turno | Secondo turno        | Secondo turno        | Secondo turno | Secondo turno |   |   | Ultimo turno         | Ultimo turno         | Ultimo turno         | Ultimo turno | Ultimo turno |  |
|  |                      |                      |                      |             |             |  |  |               |                      |                      |               |               |   |   |                      |                      |                      |              |              |  |
|  | 3                    | Jared Palmer         | 7                    | 6           | 6           |  |  |               |                      |                      |               |               |   |   |                      |                      |                      |              |              |  |
|  |                      | Markus Menzler       | 6                    | 7           | 3           |  |  | 3             | Jared Palmer         | Jared Palmer         | 2             | 5             |   |   |                      |                      |                      |              |              |  |
|  | Oscar Burrieza-Lopez | Oscar Burrieza-Lopez | Oscar Burrieza-Lopez | 6           | 6           |  |  |               | Oscar Burrieza-Lopez | Oscar Burrieza-Lopez | 6             | 7             |   |   |                      |                      |                      |              |              |  |
|  | Lars Zimmermann      | Lars Zimmermann      | Lars Zimmermann      | 4           | 1           |  |  |               |                      |                      |               |               |   |   | Oscar Burrieza-Lopez | Oscar Burrieza-Lopez | Oscar Burrieza-Lopez | 6            | 6            |  |
|  | Franz Stauder        | Franz Stauder        | Franz Stauder        | 7           | 7           |  |  |               |                      | Franz Stauder        | Franz Stauder | Franz Stauder | 4 | 1 |                      |                      |                      |              |              |  |
|  | Sebastian Linda      | Sebastian Linda      | Sebastian Linda      | 5           | 6           |  |  |               | Franz Stauder        | Franz Stauder        | 6             | 7             |   |   |                      |                      |                      |              |              |  |
|  | 5                    | Karsten Braasch      | 2                    | 6           | 6           |  |  | 5             | Karsten Braasch      | Karsten Braasch      | 0             | 5             |   |   |                      |                      |                      |              |              |  |
|  |                      | Andrew Painter       | 6                    | 4           | 4           |  |  |               |                      |                      |               |               |   |   |                      |                      |                      |              |              |  |

### Sezione 4
|  | Primo turno        | Primo turno           | Primo turno           | Primo turno | Primo turno |  |  | Secondo turno | Secondo turno  | Secondo turno | Secondo turno  | Secondo turno  |   |   | Ultimo turno | Ultimo turno  | Ultimo turno  | Ultimo turno | Ultimo turno |  |
|  |                    |                       |                       |             |             |  |  |               |                |               |                |                |   |   |              |               |               |              |              |  |
|  | 4                  | Gabriel Trifu         | Gabriel Trifu         | 6           | 6           |  |  |               |                |               |                |                |   |   |              |               |               |              |              |  |
|  |                    | Aleksander Djuranovic | Aleksander Djuranovic | 3           | 2           |  |  | 4             | Gabriel Trifu  | Gabriel Trifu | 4              | 2              |   |   |              |               |               |              |              |  |
|  | Kevin Ullyett      | Kevin Ullyett         | Kevin Ullyett         | 6           | 6           |  |  |               | Kevin Ullyett  | Kevin Ullyett | 6              | 6              |   |   |              |               |               |              |              |  |
|  | Jan-Ralph Brandt   | Jan-Ralph Brandt      | Jan-Ralph Brandt      | 2           | 2           |  |  |               |                |               |                |                |   |   |              | Kevin Ullyett | Kevin Ullyett | 6            | 6            |  |
|  | Marcus Hilpert     | Marcus Hilpert        | 5                     | 6           | 6           |  |  |               |                | 6             | Raemon Sluiter | Raemon Sluiter | 3 | 3 |              |               |               |              |              |  |
|  | Aleksandar Kitinov | Aleksandar Kitinov    | 7                     | 4           | 4           |  |  |               | Marcus Hilpert | 6             | 3              | 2              |   |   |              |               |               |              |              |  |
|  | 6                  | Raemon Sluiter        | Raemon Sluiter        | 6           | 6           |  |  | 6             | Raemon Sluiter | 3             | 6              | 6              |   |   |              |               |               |              |              |  |
|  |                    | Ivo Karlović          | Ivo Karlović          | 4           | 4           |  |  |               |                |               |                |                |   |   |              |               |               |              |              |  |